# El rey escorpión 3
The Scorpion King 3: Battle for Redemption es una película de acción, aventura y fantasía directamente para video estrenada el 10 de febrero de 2012. Es la tercera parte de la Saga del Rey Escorpión y está protagonizada por Victor Webster como el protagonista y en los papales secundarios figuran Bostin Christopher, Temuera Morrison, Krystal Vee, Selina Lo, Kimbo Slice, Dave Bautista, Billy Zane, y Ron Perlman. 
El filme continúa la historia de Mathayus, tras convertirse en el Rey Escorpión al final de la película The Scorpion King y se centra en la lucha de Mathayus contra Talus en su intento por evitar que reclame el Libro de los Muertos.

## Sinopsis
Varios años después de confesarle a Mathayus la profecía de que su pacífico reinado no duraría para siempre, Cassandra muere. Mathayus deja a su reino derrumbarse tras la fatídica plaga que reclamó la vida de su esposa, creyendo que su reinado de nobleza ha terminado. Mathayus regresa a ser un mercenario otra vez, tal como lo era antes de su guerra contra Memnon. Talus, el joven hermano de Horus, un poderoso rey de Egipto, ambiciona conquistar el reino de su hermano, puesto que Horus fue hecho rey por encima de él. Para lograr dicho fin, Talus y su ejército, marchan al Lejano Oriente para robar el Libro de los Muertos de Ramusan, un rey aliado de Horus. Para detener a Talus, Horus contrata a Mathayus y lo pone de compañero del guerrero teutón Olaf.
Talus secuestra a la hija de Ramusan, Silda. Ramusan promete a Mathayus que, si logra salvar a su hija, tendrá el derecho a casarse con ella y volver a levantar un reino. Antes de que Mathayus logre rescatar a Silda, ella es raptada por el ejército ninja de la misteriosa "Cobra". Talus contrata a Mathayus y Olaf para traer de vuelta a la princesa y la cabeza de Cobra. Llegan a un campamento de exiliados liderados por Cobra, quien resulta ser la misma Silda.
Talus llega al palacio de Ramusan y se apodera del Libro de los Muertos, hiriendo a Ramusan. Tras esto, revive a los guerreros muertos Zulu Kondo, Agromael y Tsukai. En una prueba para conocer su fuerza, Talus les ordena matar a sus mejores hombres, lo que ellos logran fácilimente. Tsukai y Zulu Kondo son enviados a atacar el campamento de los exiliados. Trabajando juntos, Mathayus, Olaf, y los ninjas de Silda consiguen derrotar a Zulu Kondo en combate. Sin embargo, Tsukai logra escapar.
Mathayus y Olaf regresan al palacio de Ramusan, que ahora es el cuartel general de Talus. Fingen haber rescatado a Silda y presentan una cabeza supuestamente perteneciente a Cobra. Talus todavía pretende casarse con Silda y la lleva a sus aposentos. Mathayus ataca a Talus, quien es salvado oportunamente por Tsukai. Mathayus persigue a Talus mientras Silda se enfrenta a Tsukai. Al mismo tiempo, Olaf intanta conseguir el Libro de los Muertos pero debe luchar contra Agromael. Los ninjas detienen a Talus, y Mathayus encuentra al moribundo Ramusan y juntos usan el libro para prevenir que Tsukai y Agromael maten a Silda y Olaf, respectivamente.
Con Ramusan muriendo en los brazos de su hija y Talus enfrentando la ira de los ninjas, Tsukai y Agromael se inclinan ante Mathayus como el nuevo gobernante de los reinos de Ramusan y Talus. Cuando Horus arriba a las puertas de la ciudad, es recibido por Mathayus, quien ha asumido su corona de Rey Escorpión una vez más.
Durante los créditos, se revela que Mathayus y Silda se besan la noche de su fiesta, aunque Silda parece no desear una relación con él, ya que ella le otorga el artefacto que puede ser utilizado para contactar a Anubis. Aunque Mathayus todavía no se ha decidido a liderar a su pueblo en su destino de conquistar el mundo conocido, su destino queda ahora mucho más claro, comparado al final de la previa película original, quedando intacto el Libro de los Muertos para los eventos subsecuentes en la película The Mummy y la historia del Rey Escorpión mostrada al inicio de la película The Mummy Returns.

## Reparto
- Victor Webster como Mathayus, el Rey Escorpión
- Bostin Christopher como Olaf
- Temuera Morrison como el Rey Ramusan
- Krystal Vee como la Princesa Silda/Cobra
- Selina Lo como Tsukai
- Kevin 'Kimbo Slice' Ferguson como Zulu Kondo
- Dave Bautista como Agromael
- Billy Zane como el Rey Talus
- Ron Perlman como Horus
- Brandon Cohen como Salim
- Kelly Hu como Cassandra (flashback de El rey escorpión 1)

## Producción
La historia del guion original transcurría mayormente en Europa. Sin embargo, debido al limitado presupuesto de la producción, el director trasladó la filmación a Tailandia, que le resultaba más barato. Se usó CGI para añadir arena alrededor de la ciudad de Horus, la cual, se supone, está en el desierto.
Tenían 400 extras para las escenas de batallas, pero la mayor parte de las peleas fueron realizadas con los actores principales y otros  12 dobles, quienes usaron diferentes disfraces para las distintas batallas. El resto de los extras no tenían entrenamiento de combate, así que se quedaron en las escenas de fondo, pudiéndose observar que realmente no realizan movimientos de combate.
Originalmente, se planeó que Zulu Kondo lanzara su martillo, para que luego regresara mágicamente a su mano. Sin embargo, decidieron celiminar esa característica tras el estreno en 2011 de la película Thor, en la cual, el héroe protagonistatenía el mismo poder.
Muchas de las escenas de la película tfueron realizadas en locaciones turísticas, que no estaban reservadas solamente para la producción. Debido a esto, debían detener la filmación frecuentemente porque los turistas caminaban libremente entre los escenarios.

## Recepción
The Scorpion King 3: Battle for Redemption recibió críticas mixtas a negativas. El filme recaudó $4,098,483 en ventas del mercado casero.

## Secuela
Se realizó una cuarta película en la franquicia, titulada The Scorpion King 4: Quest for Power. Victor Webster repitió su papel de Mathayus. Michael Biehn, Rutger Hauer, Lou Ferrigno y Eve Torres también participaron en dicha continuación.